# Когель (река)
Когель — река в России, протекает по территории Троицко-Печорского района и городского округа Вуктыл Республики Коми, правый приток реки Илыч.

Бассейн Печоры

Длина — 193 км, площадь водосборного бассейна — 2680 км². Питание реки смешанное, с преобладанием дождевого, среднегодовой расход воды 31,2 м³/с.
Когель начинается на возвышенности Мишпарма (дальние предгорья Северного Урала), течёт на юг, русло извилистое, образует многочисленные старицы. Берега лесистые, местами заболоченные. Всё течение проходит в ненаселённой холмистой тайге, на берегах только отдельные избы, используемые туристами, охотниками и рыболовами. Ширина в верховьях около 10-12 метров, скорость течения 0,4 м/с, в среднем течении ширина составляет 30-50 метров, в низовьях доходит до 70. Скорость течения в среднем и нижнем течении около 0,6 м/с.
Когель впадает в Илыч напротив деревни Антон.

## Притоки (км от устья)
- 19 км: река Улыс-Ванъёль (в водном реестре — Ниж. Ванъёль, пр)
- 21 км: река Вылыс-Ванъёль (в водном реестре — Верх. Ванъёль, пр)
- 42 км: река Демэёль (лв)
- 47 км: река Сочь (лв)
- 48 км: река Филя-Ёль (лв)
- 50 км: река Гердъёль (пр)
- 58 км: река Лёкъёль (пр)
- 74 км: река Порсъёль (в водном реестре — без названия, лв)
- 92 км: река Габеёль (в водном реестре — без названия, лв)
- 97 км: река Нижний Семен-Егор-Ёль (в водном реестре — Семен-Егор-Ёль, пр)
- 99 км: река Верхний Семен-Егор-Ёль (в водном реестре — без названия, пр)
- 109 км: река Ураёль (в водном реестре — без названия, лв)
- 118 км: река Нижняя Сочь (лв)
- 124 км: река без названия (лв)
- 126 км: река Гудыръёль (в водном реестре — без названия, пр)
- 144 км: река без названия (лв)
- 148 км: река Верхняя Сочь (лв)
- 166 км: река Когельвож (в водном реестре — без названия, лв)